# Тонна нафтового еквівалента
Тонна нафтового еквівалента (тне) (англ. tonne of oil equivalent, (toe)) — стандартизована ОЕСР та IAE одиниця вимірювання енергії, що зазвичай, використовується для порівняння використання великої кількості енергії з різних джерел.
1 тне (toe) — еквівалентна кількості енергії, що виділяється під час спалювання однієї тонни сирої нафти, близько 41.868 ГДж або 11.63 МВт·год енергії.
Інші носії енергії можуть бути перетворені в тонни нафтового еквівалента, з застосуванням таких коефіцієнтів перерахунку:
- 1 т дизпалива = 1,02 toe
- 1 м³ дизеля = 0,98 toe
- 1 т бензину моторного= 1,04 toe
- 1 м³ бензину = 0,86 toe
- 1 т біодизеля = 0,86 toe
- 1 м³ біодизеля = 0,78 toe
- 1 т біоетанолу = 0,64 toe
- 1 м³ біоетанолу = 0,51 toe
- 1 тис. м³ природного газу = 0,812 toe
- 1 Гкал теплової енергії = 0,1 toe
- 1 тис. кВт·год теплової енергії = 0.086 toe
- 1 тис. кВт·год електроенергії = 0.22 toe
- 1 т вугілля = 0,525 toe
- 1 м³ дров (у щільному вимірі) = 0,186 toe
- 1 т паливного торфу = 0,203 toe
- 1 т зрідженого газу (пропан-бутанова суміш) = 1,1 toe
- 1 т мазуту топкового = 1,02 toe

Для перетворення однієї тонни нафтового еквівалента (тне) на одну тонну вугільного еквівалента (тве — український стандарт) застосовують коефіцієнт 0,7.